# Anne Lauvergeon
Anne Lauvergeon, née le 2 août 1959 à Dijon, est une dirigeante d'entreprises française.
Ancienne « sherpa » du président François Mitterrand, elle est nommée en 1999 à la tête de la Cogema, transformée après la fusion avec Framatome et les sociétés du groupe CEA industries en groupe nucléaire public, sous le nom d'Areva. Elle préside le directoire d'Areva de 2001 à 2011. Elle termine sa présidence dans le climat post accident nucléaire de Fukushima et le fiasco du rachat de la mine canadienne UraMin. De 2001 à 2010, elle est également membre du Conseil mondial des affaires pour le développement durable et administratrice du Pacte mondial des Nations unies.
Anne Lauvergeon fonde ensuite ALP, structure de conseil et d'investissements, dont elle est présidente depuis 2011. Elle se consacre à l'innovation, notamment par sa présidence de la commission gouvernementale « Innovation 2030 ».

## Biographie

### Jeunesse et vie familiale
Son père, Gérard Lauvergeon, est professeur agrégé d'histoire. Il enseigne en khâgne à Orléans. Sa mère, Solange, est assistante sociale. Aînée de trois enfants, Anne Lauvergeon passe son enfance et son adolescence à Orléans, où elle fait ses études secondaires au lycée Voltaire.
Elle est divorcée de Jean-Éric Molinard, un ingénieur d'Elf Aquitaine qu'elle avait épousé en octobre 1986. Elle se remarie en 2004 à Olivier Fric, consultant en énergie, qu'elle a connu dans sa jeunesse à Orléans. Ils ont une fille, née en 2000 et un fils, né en 2003.

### Formation et débuts professionnels
Après des classes préparatoires scientifiques au lycée Lakanal de Sceaux (ses deux frères feront également des classes préparatoires, Christophe intégrant l'École polytechnique, Antoine intégrant Centrale), elle est admise à l’École normale supérieure de Paris (1978 S). 
Elle est reçue à l’agrégation de sciences physiques à 21 ans avant d’intégrer l’École nationale supérieure des mines de Paris (promotion 1982),.
En 1983, elle effectue son premier stage de formation dans la sidérurgie, comme ingénieur, puis comme chargée d'études économiques chez Usinor. Son deuxième stage, en 1984, se déroule à l'Institut de protection et de sûreté nucléaire du Commissariat à l'énergie atomique (CEA), où elle étudie les problèmes de sûreté chimique en Europe.
De 1985 à 1988, elle a la charge de l'Inspection générale des carrières (IGC) à la Direction régionale de l'industrie, de la recherche et de l'environnement (Drire) Île-de-France.
De 1988 à 1989, elle est adjointe du chef de service au Conseil général des mines (fusionné en janvier 2009 avec le Conseil général des technologies de l'information pour créer le Conseil général de l'industrie, de l'énergie et des technologies).

### Sherpa du président de la République François Mitterrand (1991-1995)
En février 1990, elle est nommée chargée de mission pour l’économie internationale et le commerce extérieur à la Présidence de la République, auprès de François Mitterrand, pour remplacer Marc Boudier. En novembre 1990, elle en devient secrétaire général adjointe, Jean-Louis Bianco étant secrétaire général de la présidence, puis, en décembre 1990, « sherpa » du président, c’est-à-dire sa représentante personnelle, chargée de préparer les sommets internationaux comme ceux du G7 puis G8. Par la suite, elle est présentée comme proche du Parti socialiste,.
Le magazine Time la classe alors parmi les cent personnes les plus influentes dans le monde.
En 2024, elle chronique sa relation avec le président dans La Promesse,.

### Chez Lazard Frères puis à Alcatel
En 1995, Anne Lauvergeon devient associée-gérante de la banque franco-américaine Lazard Frères. Rapidement en conflit avec le gendre et dauphin du PDG, Édouard Stern, notamment parce qu'elle prend au conseil d'administration de Pechiney un siège qu'il convoitait, elle démissionne à peine deux ans plus tard.
Entre-temps, elle intégra la promotion 1996 des « Young Leaders » de la French-American Foundation.
En mars 1997, Serge Tchuruk recrute Anne Lauvergeon dans le Groupe Alcatel pour son carnet d'adresses. Elle y est nommée directrice générale adjointe, avant d’entrer au comité exécutif du groupe en 1998. Elle supervise l'ensemble des activités internationales du Groupe et est responsable du secteur des Participations Industrielles du Groupe dans la défense, l'énergie, les transports et le nucléaire,. Elle y restera aussi moins de deux ans, étant appelée à la tête de la Cogema.

### Dans le nucléaire: présidente du directoire d'Areva
En juin 1999, Dominique Strauss-Kahn étant ministre de l'Économie, des Finances et de l'Industrie du gouvernement de Lionel Jospin, Anne Lauvergeon est nommée présidente-directrice générale du groupe Cogema, en succession de Jean Syrota.
Avec le slogan « Nous n'avons rien à vous cacher », Anne Lauvergeon instaure une culture de communication grand public dans une structure plus habituée au secret. Dans le cadre de cette politique de transparence, elle fait installer des webcams dans l'usine de retraitement de la Hague, accessibles depuis un site internet créé en novembre 1999.
Deux visions concurrentes s'affrontaient quant à la stratégie future de Framatome : se concentrer sur sa nouvelle activité de connectique ou cultiver son activité industrielle historique. En 2001, l'État donne son aval à Anne Lauvergeon qui proposait de construire un groupe nucléaire intégré, de l'exploitation au retraitement en passant par la fabrication de réacteurs, en rachetant à Alcatel ses participations dans Framatome. Elle fonde en juillet 2001 la nouvelle entité qu'elle baptise Areva. Les Échos avaient écrit que la construction de la nouvelle entité industrielle avait la rigueur et la simplicité des abbayes cisterciennes. Gérard Lauvergeon, son père, suggère ainsi le nom de l'abbaye espagnole Arevalo, « Areva » par apocope. Elle en est nommée présidente du Directoire, entrant ainsi dans le cercle restreint des dirigeantes de groupes d’envergure internationale.
En novembre 2002, alors qu'Anne Lauvergeon est toujours la présidente de la Cogema, l'une des composantes d'Areva, Libération révèle l'histoire d'un rapport d'audit interne qui fait état de dérapages financiers, d'infractions au droit du travail et de risque de trafic d'influence. Ce rapport a été commandé par Anne Lauvergeon mais a été enterré avec l'aide d'un membre du cabinet Salustro-Reydel, commissaire aux comptes de la Cogema. Un commissaire aux comptes ne doit pourtant pas s'immiscer dans la gestion de l'entreprise. Parmi les critiques du rapport, un risque de trafic d'influence en lien avec les prestations facturées par Gimar Finance, dirigée par Christian Giacomotto, comme banque conseil de la Cogema lors de la création d'Areva, alors que peu de documents ont été produits en contrepartie. D'après Les Échos de juin 2002, la Cour des comptes enquête sur les commissions des conseils de la Cogema versées après la constitution d'Areva en septembre 2001. D'après le Canard Enchaîné du 13 novembre 2002, cité par Libération, le parquet de Paris enquête sur les prestations de Gimar. Aucune suite n'est donnée à ces enquêtes.
Surnommée « Atomic Anne » par la presse américaine, elle entraîne son groupe dans un développement énergique hors de France. Areva devient numéro un mondial du nucléaire. Pour mener à bien son expansion dans un secteur international très concurrentiel, elle s'appuie sur un réseau influent, constitué notamment de membres du corps des mines, de puissants appuis au Parti socialiste, de personnalités françaises et étrangères rencontrées lors de son passage à l'Élysée et au sein de laboratoires d'idées internationaux, mais aussi sur les syndicats, notamment la CFDT.
Elle reproche à l'État, actionnaire de référence, son manque de vision stratégique. Son indépendance passe difficilement parmi les autorités de tutelle, par exemple quand on[Qui ?] lui refuse en 2004 de surenchérir pour le rachat du fabricant d'éoliennes, le danois Bonus, devenu filiale de Siemens, puis pour l'allemand REpower Systems acquis par l'indien Suzlon Energy, ou quand l'introduction en bourse d'Areva est repoussée en 2005.
En 2006, Jacques Chirac reconduit Anne Lauvergeon, malgré l'avis du ministre de l’Économie et des Finances Thierry Breton. L'année suivante, au lendemain de l'élection présidentielle française de 2007, elle refuse de Nicolas Sarkozy un poste de ministre, préférant rester chez Areva. Cela expliquerait ses relations tendues avec le nouveau président de la République. Celui-ci la nomme néanmoins à la Commission pour la libération de la croissance française, dite Commission Attali, en 2008, en qualité de personnalité qualifiée dans le domaine scientifique et industriel.
Elle résiste également au projet présidentiel de prise de contrôle de la partie « réacteurs » du numéro 1 du nucléaire par Bouygues et Alstom. Henri Proglio, nommé à la tête du premier client d'Areva, EDF, s'oppose régulièrement à elle. Anne Lauvergeon se voit d'ailleurs reprocher l'échec de la vente de quatre réacteurs nucléaires à Abou Dabi, imputable selon elle au manque de vision stratégique d'EDF. Invoquant d'autres priorités, le PDG d'EDF Pierre Gadonneix refuse de s'associer à Areva pour cet appel d'offres. Areva se tourne alors vers GDF Suez. Seulement, début 2009 l'exécutif décide de confier la construction du deuxième EPR français à EDF, un camouflet pour GDF Suez. Dès lors, les Emiratis demandent à ce qu'EDF rejoigne le consortium, ce qui fera perdre plusieurs mois au projet français qui ne remportera finalement pas l'appel d'offres.
Elle doit en revanche accepter la cession d'Areva T&D devant la dégradation des comptes du groupe, conséquence des retards de l'EPR finlandais construite en consortium avec TVO à partir de 2003, et des besoins de financement des investissements du groupe. Ces oppositions en série renforcent les rumeurs d'éviction du groupe nucléaire, qui alternent avec les spéculations d'une reconduction pour un troisième mandat.
Les axes stratégiques suivis par Anne Lauvergeon à la tête d’Areva et son manque d'écoute sont critiqués par certains . Parmi les reproches qui lui sont adressés se trouvent la gestion du départ de Siemens, l'un des actionnaires principaux d’Areva et le positionnement haut de gamme de l'entreprise. En effet, Anne Lauvergeon se positionne contre un nucléaire « low cost, low safety ». Les accidents nucléaires de Three Mile Island, Tchernobyl puis Fukushima, ainsi que la destruction du réacteur Osirak (conséquence de l'opération militaire israélienne Opéra), la confortent dans cette volonté de rechercher la plus grande sécurité pour les réacteurs d'Areva. Ainsi, les réacteurs de génération III cherchent à réduire la probabilité d'accidents graves avec fusion du cœur et à éviter tout impact sur les populations autour des sites en cas de catastrophe. Par ailleurs, les enceintes résistent à des tirs de missiles et à des crashs d'avions de ligne, y compris de gros porteurs.
Anne Lauvergeon développe la position de pure player du groupe Areva sur le marché du sans CO2. Elle défend un modèle alliant nucléaire et énergies renouvelables. En 2010, les énergies renouvelables représentent 10% des prises de commandes d'Areva.
Le reproche principal est la faiblesse juridique du contrat signé en 2003 pour la réalisation clés en main du premier réacteur EPR, tête de série vendue à l'électricien finlandais TVO à un prix ferme et dont le surcoût (de l'ordre de 4 milliards d'euros dont une partie est liée aux six ans de retard sur le chantier d'Olkiluoto) a dû être largement provisionné par AREVA. Le contrat en question est long de 11 000 pages.
En juin 2011, quelques mois après l'accident nucléaire de Fukushima, Nicolas Sarkozy ne la reconduit pas à la direction d'Areva, contre l'avis du président du conseil de surveillance Jean-Cyril Spinetta. Cela arrive alors qu'Areva enregistre sa première perte opérationnelle (423 millions d'euros en 2010) et malgré la négociation de quatre réacteurs EPR, dont plus aucun ne sera vendu par la suite.
Son ministre de tutelle Éric Besson lui déclare un « bon bilan » et voit en son remplaçant, Luc Oursel une continuité des options stratégiques. De 2001 à 2010, le chiffre d'affaires du groupe passe de 6,8 à 9,1 milliards d'euros, soit une croissance de 30 %. En 2010, 95 % des électriciens nucléaires mondiaux sont clients d'Areva.
Luc Oursel puis Philippe Knoche, successeurs d'Anne Lauvergeon affichent des pertes estimées à 10 milliards d'euros en cinq exercices entraînant des besoins en recapitalisation. Même si la présidente n'est plus aux commandes, l'OL3, les investissements catastrophiques dans les gisements d'UraMin ou dans les énergies renouvelables, commencés sous sa présidence, sont pour beaucoup dans ce déficit opérationnel. En 2017 les actionnaires se voient proposer par l’État un prix de rachat à 4,50 euros les titres émis à 32,50 euros au moment de son départ. Le groupe Areva est démantelé en 2017.
En sus d'indemnités de fin de contrat et de non-concurrence d'un montant de 1,5 million d'euro, Anne Lauvergeon perçoit 635 262 € pour couvrir ses dépenses de mi-2011 à mi-2012 de « secrétaire, garde du corps et agent de sécurité ». Elle est par ailleurs nommé présidente d'honneur du directoire d'Areva, titre purement honorifique,. Ces avantages en nature ont fait l'objet d'un redressement fiscal, le ministère des finances considérant qu'elle avait bénéficié d'avantages et rémunérations occultes. Anne Lauvergeon a contesté ce redressement en justice et a perdu devant le tribunal administratif de Paris en octobre 2019. Jugement confirmé en juin 2021 par la cour administrative d'appel de Paris qui juge que « le fisc est fondé à considérer que les sommes n’ont pas été engagées dans l’intérêt de la société Areva ». Le pourvoi en Conseil d'État a été rejeté et Anne Lauvergeon est définitivement condamnée en juin 2022.

### L'affaire UraMin

#### Rachat d'UraMin
Anne Lauvergeon est soupçonnée d'avoir tiré profit du rachat de la start-up minière canadienne UraMin en 2007. Areva rachète à prix d'or (1,82 milliard d'euros) cette société, dont le prix en bourse quadruple entre la signature du calendrier de l'OPA et l'OPA elle-même. Ce prix est alors justifié par Areva par le cours élevé de l'uranium. UraMin n'a alors pas démarré ses activités d'extraction. Toutefois, les mines se révèlent difficilement exploitables. Anne Lauvergeon aurait décidé l'achat malgré les avis contraires de ses collaborateurs. Cette acquisition se révèle être un désastre financier : à la suite de la crise financière de 2008 et de la catastrophe de Fukushima en 2011, la valeur réelle chute, selon les estimations, à un cinquième du prix d'achat.
Son mari Olivier Fric est suspecté de recel et blanchiment de délit d'initié pour avoir acheté à très bon compte une grande quantité d'actions de la start-up minière en 2007, juste avant qu'Areva ne l'achète. Il est également présenté par les détracteurs de l'ex-patronne d'Areva comme un homme qui jouait un rôle de conseil officieux auprès d'Areva et de sa présidente dans l'affaire UraMin.
En juillet 2017, Anne Lauvergeon est placée sous le statut de témoin assisté. Les juges considèrent qu'il n'existe pas à ce stade « d'indices graves ou concordants » justifiant sa mise en examen.
Elle est entendue en 2018, à titre de témoin assisté, dans une enquête sur des pots-de-vin et des rétrocommissions versés à des hommes politiques des pays d'Afrique où se situent les mines, notamment l'Afrique du Sud.

#### Comptes d'Areva
Rapidement, en février 2012, un audit interne confirme « la sincérité et la régularité » des comptes 2009 et 2010 tout en pointant certains « dysfonctionnements ».
En 2014, dans un pré-rapport non public transmis aux Échos, la Cour des comptes critique les actions d'Anne Lauvergeon, l'évolution de sa rémunération, notamment une augmentation de salaire « fondée pour une large part sur des taux de réussite faussement précis », l'échec de la centrale d'Olkiluoto et l'achat d'UraMin, ces deux seuls dossiers coûtant 5,5 milliards d'euros à l'État, à cause de mauvaises études de la part d'Areva et d'une « fuite en avant ». Le rapport final n'a jamais été publié par la Cour des comptes, contrairement à tous les usages. Dans une conférence de presse faisant suite à cela, Jean-Cyril Spinetta, président du conseil de surveillance d'Areva et ancien PDG d'Air France-KLM, apporte sa caution morale à Anne Lauvergeon et réaffirme que l'acquisition d'UraMin « se justifiait stratégiquement ». L'ancienne présidente précise que les comptes d'Areva ont été validés par plusieurs cabinets d'audit.
En 2016, Anne Lauvergeon est mise en examen pour présentation et publication de comptes inexacts et diffusion de fausses informations, les provisions pour constater la perte de valeur d'Uramin n'ayant été passées que très tardivement. En juin 2019, elle est également mise en examen pour entrave aux missions des commissaires aux comptes, plusieurs membres d'Areva étant eux aussi mis en examen pour les mêmes motifs dont Sébastien de Montessus qui se présentait comme accusateur initial. En 2024 Anne Lauvergeon est mise en examen pour délit d'entrave.

## Autres activités et conseils d'administration
Depuis 2011, Anne Lauvergeon dirige ALP, structure de conseil et d'investissement qu'elle a fondée. D'une part, ALP conseille de grands groupes et des gouvernements. D'autre part, ALP investit dans des PME innovantes comme Sigfox, dont elle guide le développement.
En juillet 2011, sur proposition du baron Édouard de Rothschild, alors actionnaire du quotidien, elle est nommée présidente du conseil de surveillance du journal Libération. Elle est également nommée en 2011 présidente du fonds « Agir pour l'insertion dans l'industrie » créé par l'UIMM.
Alors que des rumeurs démenties la font intégrer un gouvernement socialiste en cas de victoire de François Hollande à l'élection présidentielle, les éditions Plon publient en avril 2012 son livre La Femme qui résiste où elle fait son propre récit de ses années chez Areva, de sa création et de son développement. À cette occasion, elle réitère ses critiques contre l'État actionnaire dirigé par Nicolas Sarkozy et les méthodes d'Henri Proglio à la tête d'EDF.
Elle est nommée en novembre 2012 par le gouvernement Ayrault membre du comité de pilotage du futur débat national sur la transition énergétique. Elle participe également à une mission commandée par le gouvernement français sur la création d'une communauté européenne de l'énergie. Elle est également nommée en novembre 2012 présidente du fonds de dotation du futur mémorial de Rivesaltes en hommage aux populations ayant séjourné dans le camp Joffre.
Depuis mars 2013, elle est membre du conseil d'administration d'EADS. Certains avançaient que l'ancienne PDG d'Areva pourrait par la suite obtenir la présidence d'EADS, mais il n'en sera rien.
En avril 2013, elle est nommée, par le Premier ministre Jean-Marc Ayrault, présidente de la Commission Innovation 2030, une « commission sur l'innovation », composée de scientifiques, d'économistes et d'entrepreneurs, chargée de « préparer » le pays, « sur les plans technologique et industriel, aux nouveaux besoins qui naîtront dans les vingt prochaines années ». Elle devient également la même année coprésidente de l'Institut du Bosphore, en tandem avec Kemal Derviş.
En février 2014, elle démissionne du conseil de surveillance du quotidien Libération.
Elle est également présidente du conseil d'administration de l'École nationale supérieure des mines de Nancy. En 2014, elle est nommée membre du Conseil stratégique de la recherche.
Le 5 mars 2014, l'entreprise minière Rio Tinto annonce son entrée au sein de son conseil d'administration. Elle occupe, à partir du 15 mars 2014, le poste d'administrateur non-exécutif.
Fin avril 2014, elle est nommée présidente du conseil d'administration de Sigfox, startup fondée en 2009 et opérateur de réseau cellulaire voué à l'Internet des objets,.
En août 2015, via sa société de conseil Anne Lauvergeon Partners (ALP), elle entre au conseil d'administration de la start-up minière Alliance Minière Responsable, fondée par Romain Girbal et Thibault Launay, et qui dispose du droit d'exploitation pour un gisement de bauxite en République de Guinée,. Par la suite, Alliance Minière Responsable se révèle n'être qu'un montage fiscal créé au détriment de la République de Guinée et permettant à ses actionnaires/investisseurs, dont Anne Lauvergeon entre autres, de toucher des dividendes par l'intermédiaire d'un société hongkongaise.
En 2018, elle est nommée co-chairman du Comité de l'innovation du MEDEF.
En 2023, elle entame une collaboration sur plusieurs sujets avec le cabinet Parole Stratégique , spécialisé en stratégie de prise de parole pour les dirigeants fondé par Zakariya Gasmi. 

### Décorations
- Officière de la Légion d'honneur
- Officière de l'ordre national du Mérite

Le 31 décembre 2009, Anne Lauvergeon est promue au grade d'officier de l'ordre national de la Légion d'honneur, au titre de « présidente du directoire d'un groupe industriel ». Elle est faite chevalier de l'ordre le 29 décembre 2001.
Le 15 novembre 2004, elle est nommée directement au grade d'officier de l'ordre national du Mérite, au titre de « présidente de sociétés ; 22 ans d'activités professionnelles et de services civils ».

### Honneurs
- Fellow of the Royal Academy of Engineering  in the UK (2011)[86]
- Manager de l'année (2007)
- Membre de l'Académie royale de Belgique[87]
- Docteure honoris causa de l'Imperial College of London[88]

## Influence
Bien que ces classements soient très contestés, notamment par Anne Lauvergeon elle-même, le Fortune 500 de 2006, édité par le magazine américain Fortune, la classe no 2 des femmes d'affaires les plus puissantes au monde (États-Unis exceptés) derrière Patricia Russo, future présidente d'Alcatel-Lucent. En 2006, elle reste la femme dirigeant le plus d’employés au monde. Elle entre en 2004 dans le classement des femmes les plus puissantes du monde du magazine Forbes, et est classée au 24e rang en 2010. Elle ne figure plus dans les classements ultérieurs :
| Année | 2004 | 2005 | 2006 | 2007 | 2008 | 2009 | 2010 | 2011  |
| ----- | ---- | ---- | ---- | ---- | ---- | ---- | ---- | ----- |
| Rang  | 53   | 11   | 8    | 14   | 9    | 9    | 24   | > 100 |

## Mandats sociaux
Siégeant à son premier conseil d'administration avant ses quarante ans, Anne Lauvergeon est jeune pour les mandats qu'elle se voit confier. De plus, elle siège dans un nombre important de conseils d'administration de groupes internationaux.
Anciens mandats
- Partner and Managing Director de Lazard Frères de 1995 à 1997[90]
- Administratrice de Pechiney de 1996 à 2002[90]
- Directrice générale adjointe d'Alcatel Telecom de mars 1997 à juin 1999, membre du comité exécutif du groupe Alcatel de 1998 à juin 1999
- Présidente du conseil d'administration de la Cogema puis Areva NC, de juin 1999 à juin 2011[2]
- Membre du comité stratégique et administratrice de Total, de mai 2000 à mai 2015[1]
- Administratrice, membre du comité stratégique et des investissements[91] et membre du comité pour l'éthique, l'environnement et le développement durable[92] de Suez puis GDF Suez de mai 2000 à avril 2012
- Vice-présidente du conseil de surveillance du Groupe Safran de septembre 2000 à mai 2009[93]
- Présidente du directoire d'Areva de juin 2001 à juin 2011[2]
- Membre du conseil d'administration du Pacte mondial des Nations unies[4] de 2001 à 2011
- Membre de l'Executive Meeting du World Business Council for Sustainable Development[3] de 2001 à 2011
- Membre du bureau à l'Union des industries et métiers de la métallurgie[94] d'avril 2004 à décembre 2015
- Administratrice[95] et membre du comité d'audit de Vodafone de novembre 2005 à juillet 2014
- Membre du conseil exécutif du MEDEF[96] de janvier 2006 à juillet 2013
- Membre de la Commission pour la libération de la croissance française, « Commission Attali »[97], 2007-2011
- Membre du European Advisory Board d'Eli Lilly and Company Ltd de septembre 2008 à janvier 2017
- Membre de l'International Advisory Board de la Munich Security Conference de 2008 à 2016
- Présidente du fonds Agir pour l'insertion dans l'industrie (A2i)[98] de mars 2010 à mai 2016
- Membre du conseil stratégique d'Osons la France[99] de 2011 à 2014
- Partenaire et Managing Director d'Efficiency Capital[100] de 2011 à 2014
- Membre du conseil présidentiel pour l'investissement au Togo[101]
- Présidente du conseil de surveillance du quotidien Libération de 2011[102] à février 2014[103]
- Membre du conseil d'administration de l'université Paris sciences et lettres[104] de février 2012 à février 2020
- Ambassadrice, membre du conseil d'administration, membre du bureau et secrétaire générale de Positive Planet de 2012 à 2014
- Présidente France de l'Association François-Xavier Bagnoud[105] de novembre 2012 à juin 2016
- Présidente de la Commission Innovation 2030, nommée par le président de la République, 2013-2017[74]
- Administratrice et membre du comité d'audit d'Airbus de mars 2013 à mai 2016[23]
- Membre du conseil stratégique de la recherche du ministère de l'Enseignement supérieur et de la Recherche[106] de 2013 à 2017
- Administratrice et membre des Sustainability and Nomination Committees de Rio Tinto d'avril 2014 à mai 2017[23]
- Présidente du comité des nominations et de celui des rémunérations de Suez de mai 2015 à mai 2019
- Présidente du conseil d'administration de boostHEAT d'octobre 2015 à septembre 2017[23]

Mandats actuels
- Présidente d'ALP depuis 2011[1]
- Présidente du conseil d'administration de l'École nationale supérieure des mines de Nancy depuis 2004[107]
- Membre du Board et actionnaire du Women's Forum for the Economy and Society depuis 2005[108]
- Membre du comité de parrainage et du conseil d'orientation du Collège des Bernardins depuis 2007[109]
- Adviser de Tikehau depuis janvier 2013[réf. nécessaire]
- Administratrice et membre du comité d'audit depuis 2013, membre du Risk Committee et de l'Audit and Compliance Committee depuis septembre 2019, chez American Express[110]
- Présidente du Fonds de dotation du mémorial de Rivesaltes depuis 2014[111]
- Présidente du conseil d'administration et du comité des nominations et rémunérations de Sigfox depuis avril 2014[112]
- Administratrice de Suez depuis 2014[23], présidente du comité RSE, innovation, éthique, eau et planète durable ainsi que membre du comité d'audit et des comptes de Suez depuis mai 2019[113]
- Administratrice d'Avril depuis décembre 2014[114]
- Représentante d'ALP au conseil de l'Alliance minière responsable depuis juillet 2015[115]
- Administratrice de Koç Holding depuis avril 2016[116]
- Administratrice de Workwell depuis 2016
- Administratrice de Bloom depuis 2017[23]
- Chairman d'IB2 depuis 2018[117]
- Administratrice de Verelec[23] depuis 2018
- Co-chairman de l'Innovation Committee du MEDEF depuis septembre 2018[83]
- Membre du conseil d'administration de l'IRIS depuis février 2025

## Rémunération
Dès 2002, Les Échos dévoile un rapport de la Cour des comptes qui critique sa rémunération (305 000 euros de salaire fixe et 122 000 euros de part variable) lorsqu'elle prend la tête d'Areva, jugée supérieure à celle des dirigeants d’autres entreprises publiques, et son « parachute doré » de deux ans de salaire. Face à ces constats, elle dénonce une tentative de déstabilisation. En 2010, sa rémunération est de 1 070 036 euros,, et le 26e plus haut salaire de patrons français en 2011 avec 2 271 154 euros,.
À la suite de sa non-reconduction chez Areva, elle reçoit des indemnités de départ d'un montant de 1,5 million d'euros.

## Publications
- Sur les traces des dirigeants, la vie du chef dans les grandes entreprises, (avec Jean-Luc Delpeuch), Éditions Calmann-Lévy, 1988, 1992.  (ISBN 978-2-7021-1654-8)
- La Troisième Révolution énergétique, (avec Michel-H. Jamard), éditions Plon, 2008  (ISBN 978-2-259-20692-1)
- Les 100 mots du nucléaire, (avec Bertrand Barre), coll. « Que sais-je ? », 2009  (ISBN 978-2-13-057209-1)
- La Femme qui résiste, éditions Plon, 2012  (ISBN 978-2-259-21863-4)
- La Promesse, éditions Grasset, 2024  (ISBN 978-2-246-85729-7)
- Un Secret si bien gardé, éditions Grasset, 2025  (ISBN 978-2-246-84023-7)

### Note
1. ↑  À sa demande, elle est radiée du corps des mines (cadres), en juillet 2004. Source : « Arrêté du 12 octobre 2004 portant radiation (corps des mines) », sur Journal officiel de la République française, 28 octobre 2004 (consulté le 16 avril 2024).